# Francesco Alberti di Villanova
Francesco Alberti di Villanova, talvolta indicato come Francesco D'Alberti di Villanuova (Nizza, 21 settembre 1737 – Lucca, 15 dicembre 1801), è stato un linguista e lessicografo italiano.

## Biografia
Integrò il dizionario francese-italiano, italiano-francese di Annibale Antonini secondo la dottrina dei lumi con ampio materiale enciclopedico. 
Espulso da Nizza dalla Rivoluzione francese come membro del clero e abbé refrattario, si trasferì in Toscana dove lavorò a un dizionario dell'italiano in 6 volumi, che fu  completato dopo la sua morte dai suoi collaboratori. 
Fu il primo traduttore dei Pensieri notturni di Edward Young nel 1770 in prosa ritmica col titolo evocativo de Le Notti, precedendo di poco la traduzione in endecasillabi sciolti del senese Giuseppe Bottoni.

## Opere
- La vite poemetto del sig. d. Francesco Alberti dedicato al merito impareggiabile degl'ill.mi Signori ... Pietro Ricci ... e ... Marianna Radegonda ... In occasione che si celebrano le loro festevolissime nozze, Nizza, stamperia di Gabriele Floteront, 1766.
- Dell'educazione fisica e morale contro i principi del signor Rousseau, Torino 1767.
- (FR, IT) Nouveau dictionnaire françois-italien, composé sur les dictionnaires de l'Académie de France et de la Crusca, enrichi de tous les termes propres des sciences et des arts, À Paris, chez Boudet, Durand, Le Jai, Delalain; à Marseille, chez Jean Mossy, 1771.
- (IT, FR) Nuovo dizionario italiano-francese, estratto da' dizionari dell'Accademia di Francia, e della Crusca, ed arricchito di più di trenta mila articoli sovra tutti gli altri dizionari finor pubblicati, In Marsiglia, presso Giovanni Mossy, 1772.
- Dizionario universale critico ed enciclopedico della lingua italiana, 1797-1805.